# Zoenvis
De zoenvis (Helostoma temminckii) is een straalvinnige vis uit de familie van zoengoerami's (Helostomatidae), orde baarsachtigen (Perciformes), die voorkomt in de binnenwateren van Azië. Het is de enige nog levende soort uit de familie van zoengoerami's (Helostomatidae) en daarmee ook de enige soort van het geslacht Helostoma.

## Beschrijving
De zoenvis kan een lengte bereiken van 30 cm; de normale lengte ligt tussen 10 en 20 cm.

## Leefwijze
De zoenvis komt voor in tropisch zoet water. De soort is voornamelijk te vinden in rivieren, kustwateren (zoals estuaria, lagunes en brakke zeeën), meren en ondiepe wateren (zoals mangroven, moerassen en ondergelopen grond). De diepte waarop de soort voorkomt is maximaal 2 m onder het wateroppervlak. De vis voedt zich met zowel planten als dieren.
Het typische zoengedrag gebeurt tussen de mannetjes onderling en is eigenlijk een machtsstrijd, waarbij ze elkaar duwen tot er een opgeeft.

## Relatie tot de mens
De zoenvis is voor de visserij van groot commercieel belang. Bovendien wordt er op de vis gejaagd in de hengelsport. De soort wordt tevens gevangen voor commerciële aquaria. 
De soort staat niet op de Rode Lijst van de IUCN.